# Fukusai-ji
Le Fukusai-ji (福済寺) est un temple Ōbaku Zen situé dans la ville de Nagasaki, préfecture de Nagasaki au Japon. Son préfixe sangō honoraire est Bunshizan (分紫山). 
Fondé en 1628 et détruit en 1945, Fukusai-ji a été reconstruit sous la forme d'une tortue avec une statue en alliage d'aluminium de 18 m de haut de Kannon, la Bodhisattva de la compassion. L'intérieur est réputé pour son pendule de Foucault de 25 m qui oscille au-dessus des restes de 16 500 Japonais tués au cours de la Seconde Guerre mondiale.